# Apahuní
Els Apahuní (en armeni Ապահունիներ) van ser una important família de nakharark d'Armènia que governaven la regió d'Apahunik a la vall alta del Arsànies, regió que més tard es va anomenar Tauruberan (Turuberan). La tradició històrica afirma la seva grandesa i l'origen hàikida (descendents del mític ancestre armeni Haik) en comú amb les cases de Beznuní, de Manavazian i d'Orduni, que significava probablement un origen reial urartià. Moisès de Khorèn diu que van obtenir el títol de nakharark en temps de Vologès II (178-198).
Eren una família poderosa, i podien aportar al rei fins a 1.000 cavallers. Quan es va establir el cristianisme a Armènia tenien el seu propi bisbat. Un membre destacats de la família va ser Manedj cap a l'any 430 i figura als esdeveniments de l'any 451, col·laborant amb Vasaces de Siània a la revolta de Vardanes II Mamiconi contra el rei Isdigerdes II. També es parla de la dinastia per fets dels anys 505 i 555. Artavasdes, Vistam, Hemaiak i Manuel Apahuní, que governaren junts, van portar el títol de nakharark cap a l'any 600. Durant el segle vii van quedar sotmesos a la dinastia dels Reixtuní.
Se'ls esmenta per darrera vegada a mitjans del segle ix, quan, havent estat desposseïts pels emirs Qaysites de Manazkert, es van veure obligats a instal·lar-se a Baspracània i acceptar la sobirania dels Arzerunis.